# Џамије у Пироту
Евлија Челебија је пролазећи кроз Пирот записао да ово место има око 1000 кућа, 200 дућана, довољно џамија, 7 основних школа, чаршија и два хамама.
Судећи према подацима из књига Царски дефтер, може се закључити да је најстарији вакуф у Пироту подигао први османски освајач града, султан Мурат први Худаведигјар и то одмах по заузимању 1385. године. То је била џамија која је раније била хришћански храм.

## Историјат

### Царска џамија
Џамија је носила епитет царска или име свог оснивача. Исти владар је статус вакуфа дао и једном, некада насељеном земљишту - мезри и поклонио га дервишима, о чему је већ написано у историографији. Ова мезра се налазила поред реке Нишаве. Мезра као поклон султана Мурата Газије ипак није носила име свог оснивача већ његовог потомка - султана Мехмеда II. Такав чин је последица тога да је Пирот мењао неколико пута господара. Један дужи период почевши од 1413. године, пиротски крај је припадао Српској деспотовини тако да је у то време ако не и раније, нестала џамија Мурата Газије.
Када се десило коначно припајање Османском царству, подигнута је џамија која је понела име свог оснивача Мехмеда другог. џамија је служила и као основна школа. За издржавање службеника џамије и текуће трошкове, владар је издвојио извесну суму новца од харача, прикупљаног у селима пиротског кадилука, као и новац од закупа земљишта на коме се налазио известан број дућана. Џамија је једном приликом случајно претрпела пожар па ју је обновио Бајазит II, син Мехмеда.
Године 1530. су постојале још две исламске богомоље у Пироту: месџид Халил бега који је био родом из Гњилана и месџид Ахмед бега.
Ахмед бег је поседовао ковачки, сукнарски и обућарски занат па је приход од њих користио за издржавање месџида.

### Строшена џамија
Строшена џамија је некадашњи исламски храм у Пироту који се налазио на месту данашње основне школе Свети Сава. Џамију је у 18. веку подигао потурчењак Скендер Баба. Рушена је између 1880. и 1885. године када су уклоњени њени последњи остаци. Ту су касније изграђени трговачки објекти и стамбене зграде.

## Нестанак џамија
Већина џамија је нестала у периоду после 1873. године од стране српске армије у српско-турским ратовима. Опстале су делимично само две: Царева и Строшена џамија. Када је Пирот ослобођен од Турака, Царева је служила за смештај два разреда основне школе 1879/80 и судских власти. У време српско-бугарског рата 1885, Царева џамија је била претворена у војни магацин у коме је бугарска војска чувала своје коње. Последњи остаци ове џамије су уклоњени 1928. године.